# シッタン川
シッタン川（シッタンかわ; ビルマ語: စစ်တောင်းမြစ်、ALA-LC翻字法: Cacʻ toṅʻ" mracʻ、ビルマ語発音: [sɪʔtáʊm mjɪʔ] スィッタウン・ミッ; 英語: Sittang River）は、エーヤワディー川とサルウィン川の間を流れているミャンマー（ビルマ）の主要河川。総距離は約420km。シャン州のシャン台地を水源とし、シャン台地とペグー山脈の間に存在する狭い平野部を流れてマルタバン湾へと到っている。